# 学校法人洛陽総合学院
学校法人洛陽総合学院（らくようそうごうがくいん）は、京都市中京区西ノ京春日町8に本部を置く学校法人である。

## 運営学校
- 洛陽総合高等学校
- 洛陽幼稚園
- 洛陽第二幼稚園